# キム・ギテク
キム・ギテク(1957年11月6日 - )は、大韓民国の詩人。童詩を書きながら、童話を翻訳して発行したりしている。

## 略歴
京畿道 安養市で生まれ、中央大学校英文科を卒業した。慶熙大学校国文科博士。
1989年 韓国日報の新春文芸に、詩『〈가뭄〉』と『〈꼽추〉』が当選し、文壇デビューした。1995年に第14回「 金洙暎文学賞」、2001年に第46回「現代文学賞」、2004年に第11回イス文学賞、第4回「未堂文学賞」、2006年に第6回「ジフン文学賞」、2009年に「尚火詩人賞」を受賞した。
2007年に「大山-UCバークレー韓国作家レジデンスプログラム」参加作家として3ヶ月間、アメリカで活動し帰国した。

## 著書
- 『詩と体と絵－李箱と徐廷柱の体詩そして絵(시와 몸과 그림 -이상과 서정주의 몸시 그리고 그림)(プル、2008)
- 童詩集『オナラ』(ビリョンソ、2007)
- 絵本『腰の曲がった、腰の曲がった、おばあちゃん(꼬부랑 꼬부랑 할머니)』(ビリョンソ、2013)

### 詩集
- 『胎児の眠り(태아의 잠)(文学と知性社、1992)
- 『針の穴の中の暴風(바늘구멍 속의 폭풍)』(文学と知性社、1994)
- 『事務員（사무원)』(創作と批評社、1999) ISBN 89-364-2185-9
- 『牛(소)』(文学と知性社、2005) ISBN 89-320-1567-8
- 『ガム(껌)』(創作と批評社、2009)
- 『割れていく、割れていく(갈라진다 갈라진다)』(文学と知性社、2012)